# Plaxopsis schultzei
Plaxopsis schultzei är en stekelart som beskrevs av Szepligeti 1915. Plaxopsis schultzei ingår i släktet Plaxopsis och familjen bracksteklar. Inga underarter finns listade i Catalogue of Life.